# جمعية أمن المعلومات
جمعية أمن المعلومات (حماية) أو جمعية حماية هي جمعية أهلية وتعتبر أول جمعية ذات طابع مهني مختص في مجال أمن المعلومات - الأمن السيبراني - في المملكة العربية السعودية.

## عن الجمعية
جمعية أمن المعلومات (حماية) بدأت كمجموعة تطوعية باسم «مجموعة حماية» واستهدفت في بداياتها تكوين نخبة من المختصين في مجال أمن المعلومات (الأمن السيبراني) لتبادل الخبرات وتعزيز المعرفة بين المختصين وتخدم كافة فئات المجتمع العام والمختص، في عام 2019 صدر قرار معالي وزير وزارة الموارد البشرية والتنمية الاجتماعية بالموافقة على تسجيل المجموعة كجمعية أهلية رسمية لها صفتها الاعتبارية ومقرها الرياض بالمملكة العربية السعودية.
في عام 2020 طورت الجمعية هويتها البصرية وخطتها الاستراتيجية لمواءمة أهداف الجمعية مع رؤية المملكة 2030. وفي نفس العام قامت الجمعية بتوقيع مذكرة تفاهم مع شركة هواوي السعودية لأجل تنفيذ ودعم برامج ومبادرات لخدمة المجتمع في مجال أمن المعلومات.
تضم حماية أكثر من 500 عضو متخصص وأكثر من 29000 ساعة تطوعية مسجلة في المنصة الوطنية للعمل التطوعي

## الرؤية
تفعيل دور القطاع الثالث من خلال التميز في تقديم التوعية والاستشارات والتدريب في مجالات أمن المعلومات.

## الرسالة
أن تكون جمعية ذات مرجعية زيادة في خدمة المجتمع والمختصين في مجال أمن المعلومات.

## الأهداف
تهدف أنشطة الجمعية إلى تحقيق التالي:
- رفع مستوى الوعي والثقافة في مجال أمن المعلومات عبر إثراء المحتوى العربي
- تقديم الخدمات الاستشارية المتخصصة في مجال أمن المعلومات للقطاعات المختلفة
- تمكين وتعزيز القدرات الوطنية في مجال أمن المعلومات
- دعم جهود الجهات ذات العلاقة من خلال الشراكات المستدامة مع القطاعين الحكومي والخاص
- تفعيل وتمكين دور المتطوعين في مجال أمن المعلومات وزيادة مساهمتهم

## مجتمعات حماية
تشمل مجتمعات جماية:
- الأساسية (Main)
- حماية التشغيلية (Hemaya Operation)
- حماية GRC (Hemaya GRC)
- حماية هات (Hemaya HAT)
- سايبر ليديرز (Hemaya CyberLadies)
- حماية الأكاديمية (Hemaya Academics)

## خدماتها
الخدمات التي تقدمها الجمعية
- الحملات التوعوية
- الاستشارات
- التدريب
- تأليف المحتوى

## أعمالها
أعمال الجمعية
- مبادرة درع لخدمة المجتمع [7]
- مبادرة ومضة[8]
- رعاية مؤتمر MENAISC 2020 [9]
- الحقيبة التوعوية لطلبة المدارس: كن محمي
- الدليل الجامعي للتخصص في الأمن السيبراني
- بودكاست درع (ألبوم درع، ألبوم سعوديات في الأمن السيبراني، ألبوم حماية)
- سلسلة التحقيق الجنائي (فيديو)
- مسابقة حماية السيبرانية
- البرنامج الإرشادي حول التخصصات الجامعية في مجال الأمن السيبراني
- سلسة التشفير (فيديو)
- سلسلة أمان مواقع التواصل الاجتماعي (فيديو)
- سلسلة HoneyPot الهوني بوت (فيديو)
- سلسلة الهندسة الاجتماعية (فيديو)